# Mark Blum
Mark Blum (Newark (New Jersey), 14 mei 1950 – New York, 25 maart 2020) was een Amerikaans acteur en filmproducent.

## Biografie
Blum heeft gestudeerd aan de Universiteit van Pennsylvania in Philadelphia.
Blum begon met acteren in het theater, hij maakte zijn debuut op Broadway in 1977 met het toneelstuk The Merchant of Venice als inwoner van Venetië. Hierna heeft hij nog meerdere rollen gespeeld op Broadway
Blum begon in 1983 met acteren voor televisie in de film Lovesick. Hierna heeft hij nog meerdere rollen gespeeld in films en televisieseries zoals Crocodile Dundee (1986), NYPD Blue (1993-1999), Down to You (2000), Shattered Glass (2003) en Step Up 3D (2010).
Blum was ook actief als filmproducent, in 1995 heeft hij de films The Low Life en Search en Destroy geproduceerd.
Blum was getrouwd met actrice Janet Zarisch en gaf ook les in acteren aan de HB Studio in Greenwich Village. Hij overleed in 2020 op 69-jarige leeftijd in een ziekenhuis in New York aan complicaties van COVID-19.

## Filmografie

### Films
Uitgezonderd korte films.
- 2020: Sister of the Groom - als Nat
- 2019: Human Capital - als Rex
- 2019: Love Is Blind - als dr. Klienart
- 2017: Coin Heist - als mr. Smerconish
- 2016: No Pay, Nudity - als Leon
- 2015: How He Fell in Love - als Henry
- 2012: Blumenthal – als Saul
- 2012: A Wife Alone – als George
- 2011: I Don't Know How She Does It – als Lew Reddy
- 2011: Jesse Stone: Innocents Lost – als Dr. Parkinson
- 2011: The Green – als Stuart
- 2010: Step Up 3D – als professor op de NYU
- 2007: The Warrior Class – als Hal Richardson
- 2005: Life on the Ledge – als pastoor
- 2003: Shattered Glass – als Lewis Estridge
- 2001: The Judge – als Harry Hobbs
- 2000: Down to You – als de interviewer
- 1999: You Can Thank Me Later – als Edward Cooperberg
- 1999: Getting to Know You – als Darrell
- 1997: The Defenders: Payback – als Jackson
- 1997: Stag – als Ben Marks
- 1996: Sudden Manhattan – als Louis
- 1995: The Low Life – als Matthew Greenberg
- 1995: Indictment: The McMartin Trial – als Wayne Satz
- 1995: Dennis Calls Up – als Dr. Brennan
- 1995: Miami Rhapsody – als Peter
- 1993: Emma and Elvis – als Ben Winchek
- 1992: Condition: Critical – als Dr. Howard Zuckerman
- 1991: MTV, Give Me Back My Life: A Harvard Lampoon Parody – als diverse rollen
- 1990: Capital News – als Edison King
- 1989: Worth Winning – als Ned Broudy
- 1988: The Presidio – als Arthur Paele
- 1987: Blind Date – als Denny Gordon
- 1986: Crocodile Dundee – als Richard Mason
- 1986: Just Between Friends – als George Margolin
- 1985: Desperately Seeking Susan – als Gary Glass
- 1984: Things Are Looking Up – als Ray Litertini
- 1983: Lovesick – als Murphy

### Televisieseries
Uitgezonderd eenmalige gastrollen.
- 2020: Tommy - als Jacob Fulton - 2 afl.
- 2018-2019: Succession - als Bill - 2 afl.
- 2018: You - als mr. Mooney - 4 afl.
- 2014-2018: Mozart in the Jungle - als Union Bob - 30 afl.
- 1996-1999: NYPD Blue – als FBI agent Mike Francis – 2 afl.
- 1995: Central Park West – als Ben – 5 afl.
- 1990: Capital News – als Edison King – 13 afl.
- 1987: Sweet Surrender – als Ken Holden – 6 afl.

### Computerspellen
- 2010: Alan Wake – als Maurice Horton / Dr. Emil Hartman / Dr. Barclay Colvin
- 2000: Smuggler's Run – als Gordon Temple

## Theaterwerk opBroadway
- 2004 – 2005 Twelve Angry Men – als jurylid
- 2002 – 2003 The Graduate – als Mr. Braddock
- 2001 A Thousand Clowns – als Leo Herman
- 2000 Gore Vidal's The Best Man – als Dick Jensen
- 1995 My Thing Of Love – als Garn
- 1991 – 1993 Lost in Yonkers – als Eddie
- 1977 The Merchant of Venice – als inwoner van Venetië

- Biblioteca Nacional de España: XX1601860
- Bibliothèque nationale de France: cb14156815m (data)
- Gemeinsame Normdatei: 1207180440
- International Standard Name Identifier: 0000 0000 7840 3791
- Library of Congress Control Number: no2008181728
- Nationale Bibliotheek van Israël: 987007328354905171
- Istituto Centrale per il Catalogo Unico: RAVV328760
- Système universitaire de documentation: 24315206X
- Virtual International Authority File: 31828282
- WorldCat: E39PBJyH3m8V7JKHJRxM7M8pyd